# Rankin County
Das Rankin County ist ein County im US-Bundesstaat Mississippi. Das U.S. Census Bureau hat bei der Volkszählung 2020 eine Einwohnerzahl von 157.031 ermittelt.
Der Verwaltungssitz (County Seat) ist Brandon, das nach Gerard Brandon, einem Gouverneur, benannt wurde. Das Rankin County ist Bestandteil der Metropolregion um Mississippis Hauptstadt Jackson.

## Geographie
Das County liegt etwas nordwestlich des geographischen Zentrums von Mississippi und hat eine Fläche von 2088 Quadratkilometern, wovon 82 Quadratkilometer Wasserfläche sind. Es grenzt an folgende Countys:
|              | Madison County |              |
| Hinds County |                | Scott County |
|              | Simpson County | Smith County |

## Geschichte
Das Rankin County wurde am 4. Februar 1828 aus Teilen des Hinds County gebildet. Benannt wurde es nach Christopher Rankin (1788–1826), einem Abgeordneten des US-Repräsentantenhauses.
13 Bauwerke und Stätten des Countys sind im National Register of Historic Places eingetragen (Stand 3. Februar 2018).

## Demografische Daten

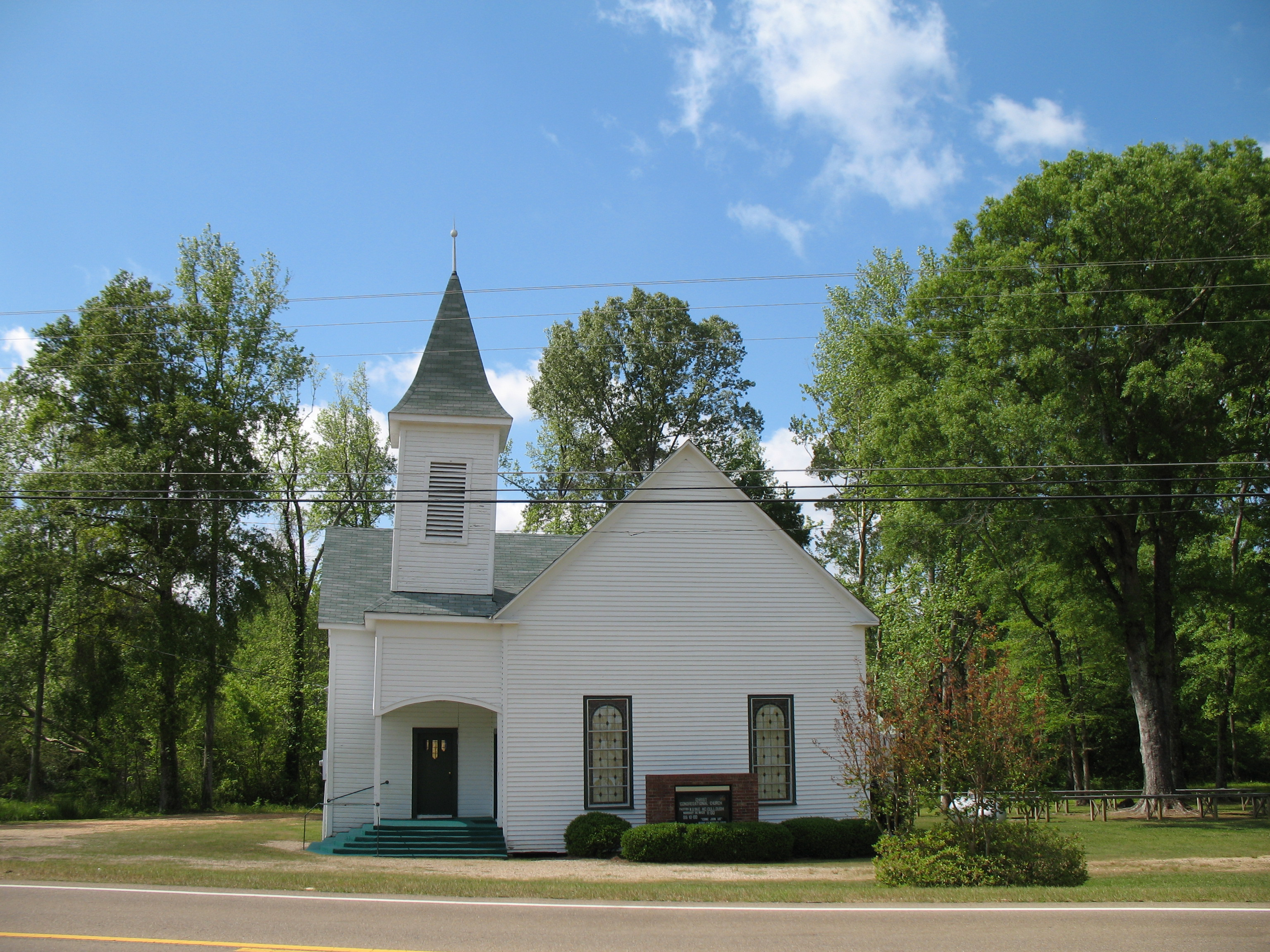
Congregational Church am Highway 18, Rankin County

Alterspyramide des Rankin Countys (Stand: 2000)

Nach der Volkszählung im Jahr 2000 lebten im Rankin County 115.327 Menschen in 42.089 Haushalten und 31.145 Familien. Die Bevölkerungsdichte betrug 57 Personen pro Quadratkilometer. Ethnisch betrachtet setzte sich die Bevölkerung zusammen aus 81,03 Prozent Weißen, 17,12 Prozent Afroamerikanern, 0,16 Prozent amerikanischen Ureinwohnern, 0,66 Prozent Asiaten, 0,02 Prozent Bewohnern aus dem pazifischen Inselraum und 0,41 Prozent aus anderen ethnischen Gruppen; 0,60 Prozent stammten von zwei oder mehr Ethnien ab. 1,32 Prozent der Bevölkerung waren spanischer oder lateinamerikanischer Abstammung, die verschiedenen der genannten Gruppen angehörten.
Von den 42.089 Haushalten hatten 36,7 Prozent Kinder unter 18 Jahren, die mit ihnen lebten. 58,1 Prozent waren verheiratete, zusammenlebende Paare, 12,2 Prozent waren allein erziehende Mütter und 26,0 Prozent waren keine Familien. 21,9 Prozent aller Haushalte waren Singlehaushalte und in 6,2 Prozent lebten Menschen im Alter von 65 Jahren oder darüber. Die durchschnittliche Haushaltsgröße lag bei 2,62 und die durchschnittliche Familiengröße bei 3,07 Personen.
25,9 Prozent der Bevölkerung war unter 18 Jahre alt, 9,1 Prozent zwischen 18 und 24, 32,4 Prozent zwischen 25 und 44, 23,0 Prozent zwischen 45 und 64 Jahre alt und 9,5 Prozent waren 65 Jahre oder älter. Das Durchschnittsalter betrug 35 Jahre. Auf 100 weibliche kamen statistisch 95,6 männliche Personen und auf 100 Frauen im Alter von 18 Jahren oder darüber kamen 92,5 Männer.

Das durchschnittliche Einkommen eines Haushaltes betrug 44.946 USD, das einer Familie 51.707 USD. Männer hatten ein durchschnittliches Einkommen von 36.097 USD, Frauen 26.096 USD. Das Prokopfeinkommen lag bei 20.412 USD. Etwa 7,3 Prozent der Familien und 9,5 Prozent der Bevölkerung lebten unterhalb der Armutsgrenze.

## Städte und Gemeinden
Citys
| - Brandon - Flowood - Jackson1 | - Pearl - Richland |

| Towns - Florence - Pelahatchie | Villages - Puckett |

Unincorporated Communitys
| - Fannin - Johns - Leesburg - Piney Woods | - Sandhill - Star - Whitfield |

1 – überwiegend im Hinds, teilweise im Madison County